# Aschenaziti
Gli aschenaziti, o ashkenaziti o anche askenaziti (in ebraico אַשְׁכֲּנָזִים‎?, ashkenazim; AFI: [aʃkənaˈzim]; anche יְהוּדֵי אַשְׁכֲּנָז‎, yehudei ashkenaz, lett. "giudei di Ashkenaz") costituiscono un gruppo etnoreligioso ebraico originario dell'Europa centrale e orientale e tradizionalmente di lingua e cultura yiddish. 
Gli aschenaziti discendono dalle comunità ebraiche stanziatesi nel Medioevo nella valle del Reno e successivamente spostatesi verso est. A partire dalla seconda metà del XIX secolo, la comunità aschenazita emigrò in larga parte verso gli Stati Uniti d'America e gran parte delle comunità rimaste in Europa furono poi sterminate durante l'Olocausto.
Gli aschenaziti costituiscono oggi il gruppo etnico maggioritario tra gli ebrei. Tra il 75% e l’80% degli ebrei del mondo è aschenazita, mentre prima dell'Olocausto, nel 1930, rappresentavano il 92% in Germania e la quasi totalità in terra di Palestina.

## Storia
Ashkenaz era il nome, in ebraico medievale, della regione franco-tedesca del Reno; e "aschenazita" significa, appunto, "germanico". Nel IX secolo l'immigrazione in Germania di numerosi ebrei dall'Italia settentrionale e dalla Francia dà origine a una parte consistente delle numerosissime comunità aschenazite renane. Un esempio sono i Kalonymos.
Alcuni intellettuali, in primis Arthur Koestler, hanno invece proposto la cosiddetta "teoria dei cazari", secondo la quale gli aschenaziti discenderebbero dai Cazari, popolazione turca convertitasi all'ebraismo nell'VIII secolo e che si sarebbe poi stabilita in Europa orientale.
Sin dall'XI secolo, la letteratura rabbinica identificò gli aschenaziti come l'insieme di popoli professanti religione giudaica e parlanti la lingua yiddish, affine al tedesco, che vivevano in Europa centro-orientale, unendo gli ebrei della diaspora che formarono comunità nelle regioni della Renania e Palatinato nel Sacro Romano Impero,  coi discendenti degli aschenaziti, che vivevano nei regni orientali slavi di Russia, Polonia e Lituania.
In epoche successive, molti di essi emigrarono, formando, oltre alle comunità già esistenti in Germania e in Francia orientale, altre comunità in Boemia, Italia settentrionale, Paesi Bassi, Ungheria, Polonia, Russia, Ucraina e altri paesi dell'Europa orientale. Per tale motivo la parola "aschenazita" è per molti sinonimo di Ostjude, ovvero di un ebreo originario del nord-est d'Europa. A cavallo degli ultimi due secoli, si registrò un'ingente emigrazione aschenazita negli Stati Uniti d'America.

## Demografia
Si calcola che nell'XI secolo gli aschenaziti costituissero solo il 3% della popolazione ebraica mondiale; essi giunsero, al massimo della loro espansione demografica (1931), a rappresentarne il 92% e oggi sono, grosso modo, l'80% del totale (Elazar 1992). La maggior parte delle comunità ebraiche con una lunga tradizione in Europa sono aschenazite, ad eccezione di quelle delle regioni mediterranee. Una gran parte degli ebrei che negli ultimi due secoli hanno lasciato l'Europa, diretti in altri continenti, in particolare verso gli Stati Uniti, sono ashkenazim.
L'origine degli aschenaziti orientali, parlanti lo yiddish orientale, fu l'accoglimento nel 1349 da parte del re di Polonia Casimiro III dei profughi ebrei cacciati dai pogrom in Renania, accaduti in quello stesso anno. Questo evento diede origine alla più ampia comunità ebraica nel mondo durante il XX secolo, geneticamente molto omogenea, perché derivante da poche famiglie originarie che si moltiplicarono per almeno cinque secoli; una comunità che contava circa 6 milioni di persone alla fine del XIX secolo e che oggi, con le migrazioni, costituisce la maggior parte della popolazione ebraica in Israele e negli USA. Gli aschenaziti orientali erano diffusi prevalentemente in piccoli villaggi rurali sui territori dell'ex unione di Regno di Polonia e Granducato di Lituania nel XIV secolo (le attuali Polonia, Bielorussia e Ucraina occidentale); con l'annessione di questi territori all'Impero russo nei secoli successivi, agli ebrei fu concesso di risiedere solo in piccole cittadine e villaggi, dette shtetl, nella cosiddetta "zona di residenza".
Una parte della comunità ashkenazita proveniente dall'Europa nord-orientale si stabilì anche in Italia nel più antico ghetto europeo, il Ghetto di Venezia. La storia di questa comunità è oggi ricostruita, attraverso gli oggetti dell'epoca ed i documenti, nel Museo Ebraico di Venezia.

## Lingue
La lingua della cultura ebraica aschenazita era principalmente lo yiddish, una lingua germanica con certe influenze slave, scritta con l'alfabeto ebraico. L'ebraico e l'aramaico erano le lingue liturgiche. La lingua ebraica rimase lingua scritta fino alla fondazione dello Stato di Israele. In Europa centrale e orientale gli ebrei vivevano spesso in una situazione di bilinguismo o trilinguismo, dove allo yiddish si aggiungeva la lingua parlata dalla popolazione non-ebraica circostante, generalmente il polacco o altre lingue slave, l'ungherese, il rumeno o il tedesco. Attualmente, lo yiddish si parla nelle comunità ultra-ortodosse, mentre gli altri aschenaziti parlano normalmente il vernacolo locale. Lingue comuni tra gli aschenaziti includono l'inglese, il russo e, in Israele, l'ebraico, tra molte altre.